# Amgala
Amgala (in arabo: أمگالة; in berbero: ⴰⵎⴳⴰⵍⴰ) è un'oasi del Sahara Occidentale. È situata fra Tifariti e Smara, all'esterno del Muro Marocchino nella zona controllata dal Polisario.

## La guerra
Dal 27 al 29 gennaio 1976 vi fu il primo scontro in campo aperto fra il Polisario e l'esercito marocchino. Il Marocco accusò l'Algeria di aver mandato propri militari a combattere.
È l'unico momento della guerra in cui si hanno notizie della presenza di truppe algerine sul territorio del Sahara Occidentale, tantoché numerosi soldati algerini furono fatti prigionieri. Fu una battaglia sanguinosa con numerose vittime.
La diversa interpretazione della presenza algerina, il Marocco spiega la presenza delle truppe algerine come combattenti, l'Algeria come assistenza umanitaria alle colonne di civili Saharawi in direzione verso Tindouf, verso gli erigendi campi per rifugiati, non trova parti terze che esprimano una posizione chiara e di conoscenza diretta. La rapidità della battaglia e l'assenza di testimonianze dirette porta MINURSO a riportare le due versioni senza commento.
Dal 1975 al 1991 Amgala, come tutta la parte nord ovest del Sahara Occidentale, fu teatro di numerose battaglie e scontri minori per il controllo di questa parte del territorio. Il resoconto dei punti importanti del conflitto fatto da MINURSO sottolinea un massiccio attacco e la riconquista da parte del Polisario il 7 ottobre 1989. La conquista della zona con il conseguente inglobamento dell'area di Amgala all'interno del muro avrebbe nettamente diviso la cosiddetta parte liberata controllata dal Polisario rendendo estremamente difficili o impossibili i collegamenti con la parte sud. Fino al cessate del fuoco del 1991 questi territori furono il luogo principale degli scontri, tantoché la zona di Amgala è praticamente deserta e poco frequentata dai Saharawi che rimangono nomadi. Le zone maggiormente soggette agli scontri, assieme all'area del Muro, sono ancora soggette alla presenza di mine.

## Mohamed Salem Abdelfatah
Amgala è il luogo di nascita, nel 1968, del poeta Saharawi di lingua spagnola Mohamed Salem Abdelfatah detto Ebnu. Frequentò qui le scuole primarie con un maestro spagnolo, proseguì a Tindouf nella lingua madre e si trasferì successivamente, come altri coetanei, a Cuba dove si laureò in Lingua e letteratura spagnola. Vive in Spagna dove ha pubblicato suoi libri e antologie spesso con argomenti legati alla sua gente. È membro fondatore, nel 2005, della Generación de la Amistad saharaui assieme ad altri poeti in lingua spagnola Saharawi con l'obiettivo di sottolineare l'importanza della cultura in qualunque lotta.

## I campi per rifugiati a Tindouf
Nel campo per rifugiati Saharawi di El Aayun una daira porta il nome di Amgala.